# Pioneer-anomalien
Pioneer-anomalien er et udtryk for en afvigelse fra den forventede hastighed, som er målt på ubemandede rumfartøjer, der er sendt ud i solsystemet. 
Pioneer 10, var ved den sidste kontakt med sonden 400.000 km ude af kurs. 
Pioneer 11, der befinder sig i den modsatte side af Solsystemet, 22 milliarder kilometer fra den anden probe, taber ligeledes hastighed hurtigere end forventet. 
Det er som om noget uforklarligt holder den tilbage med en styrke, der svarer til en acceleration på aP = (8.74 ± 1.33) × 10−10 m/s².
Man ved dette, fordi signalerne man modtager, ikke stemmer overens med beregningerne. Dette kan beregnes ud fra dopplereffekten.
Bestemmelsen sker ved, at der fra Jorden afsendes et signal, der omgående returneres fra sonden. Ved returnering til Jorden indeholder signalet et tidspunkt, som viser signalets afsendelse fra sonden. Uret på Jorden passer ikke med sondes ur.
Anomalien for begge Pioneer sonderne er registreret, da de var mellem 20 og 70 astronomiske enheder fra Solen. Ud over dette foreligger det så vidt vides ikke yderligere oplysninger, andet end at ikke alle data er gennemgået og at der pga. mange manøvrer undervejs, kan være vanskeligt at klarlægge dette yderligere.
Fordi begge sonder taber hastighed, må muligheden for eksistensen og gravitationspåvirkning af uopdagede planeter udelukkes.

Flyby-anomalien.
Pioneer-anomalien er kun kendetegnet ved deceleration. Nært beslægtet med denne er flyby-anomalien. Flyby bruges for at accelerere et fartøj ved en gravity assist-manøvre – det vil sige at man bruger en planets tyngdekraft for accelerere yderligere. 
Flyby-anomalien er i modsætning til Pioneer-anomalien accelererende. Førende forskere inden for området har opdaget at der formentlig er en matematisk sammenhæng mellem disse anomalier og det himmellegemes rotation hvorom manøvren foretages.
Følgende rumsonder passerede forbi Jorden enten for at få mere fart på eller for at bremse op på deres vej til målene:
- Galileo, der besøgte Jupiter. ( Hastighedsforøgelse ved ’infinity' 3.92±0.08 mm)
- Near på vej til asteroiden Eros.( Hastighedsforøgelse ved ’infinity' 13.46±0.13 mm)
- Rosetta på vej ud til en komet. ( Hastighedsforøgelse ved ’infinity' 1.82±0.05 mm)
- Cassini, fløj til Saturn.
- Messenger på vej til Merkur.

Den eneste af de fem undersøgte rumsonder, som opførte sig præcist som forventet, var Messenger. Messenger nærmede sig jorden udfor 31 grader nord og passerede væk udfor 32 grader syd. 
Ifølge den amerikanske forsker John Anderson havde denne sonde den næsten perfekte symmetri omkring ækvator, hvorved hastighedsændringen var så lille, at eksistensen af anomalien ikke med sikkerhed kunne bekræftes. De fire andre rumsonders ind- og udgående bane var alle asymmetriske i forhold til deres orientering med Jordens ækvator. Near nærmede sig udfor 20 grader syd og passerede væk udfor 72 grader syd. Herefter fløj den 13 millimeter per sekund hurtigere end forventet.  
Pioneer 10 tabte i løbet af cirka 30 år i rummet 400.000 km – Hvilket vil sige gennemsnitlig 400 mm/s langsommere end forventet.
Til sammenligning vinder sonder i elliptiske kredsløb (ved flyby) afstande per tid, – i samme størrelsesorden som dem Pioneersonderne tabte.
Til trods for kræfterne der påvirker sonder ved Flyby er accelererende og dem der påvirkede Pioneersonderne er decelererende (og derfor modsætninger) så mener førende eksperter på området alligevel at årsagen nemt kan være den samme.
I 2011 affyredes rumsonden Juno, der ankom til Jupiter i år 2016. Den skal kredse om Jupiter indtil missionen forventes afsluttet i 2021. En af de mange vigtige opgaver som Juno har, er systematisk at måle hastighedsvariationen under turen. Dertil medbringer Juno et ur, der er aldeles præcist. Juno medbringer også et trianguleringsudstyr (udviklet af DTU), som også i høj grad forventes at kunne medvirke til at indsnævre årsags-problemstillingen med hensyn til disse anomaliers mysterium.

## Mulige hypotetiske årsagssammenhænge
Det uforklarlige acceleration aP er en konstant blåforskydning, og dermed uafhængig af afstanden fra Solen, og synes at være lig med lysets hastighed c gange H0 (Hubble konstant). Dette er blevet fortolket som acceleration, vil blive givet af en kosmologisk sammenhæng af nogen art. Spekulation til mulige årsager har været mange. For eksempel:
Uventede, men i princippet kendte faktorer
- Lækager (helium) fra rumsonderne (hyppigheden af gentagne hastighedsafvigelser gør denne mulighed usandsynlig lille).
- Observationsfejl, herunder fejl i software eller på anden måde i beregninger eller fejl i statisk / tilnærmelse eller afstandsbedømmelse. (Dette er minutiøst gennemgået og ingen tænkelige fejl er blevet påvist).
- Gravitationskræfter fra uidentificerede kilder (ingen objektive fakta foreligger).
- Modstand fra solvind, kosmisk stråling, støv (en utilstrækkelig faktor).
- Fejl i urene om bord (urerne har været af forskellig fabrikat, muligheden er meget usandsynlig).
- Elektrisk ladning af sonderne.

Ny Fysik
- En modifikation af gravitationsloven Mond.
- Afvigelse i afstandskvadratloven (tyngdeaccellerationsloven).
- At rumsondernes spin påvirker den effektive værdi af G.
- Aethereal gravitation theory (AGT)
- Scale expanding cosmos Theory (SEC). Masreliez teoretisk analyse giver nøjagtige link, {\displaystyle a_{p}=cH_{0}}[2]
- Clock acceleration theory
- Afvigelse i relativitetsteorien